# Isabel Cornell i de Luna
Isabel Cornell i de Luna   (segle XIV - segle XIV) va ser una aristòcrata valenciana, filla de Lluís Cornell i de Cardona.
Va casar-se amb Pere Maça i de Liçana, senyor de Moixent, del qual enviudà vers el 1396. Posteriorment tingué diverses peticions de matrimoni, una de quals d'un cosí germà seu que demanà una dispensa al papa Gregori XI.
Va tenir una germana anomenada Brianda Cornell i de Luna.